# Rei Higuchi
Rei Higuchi (n. 28 ianuarie 1996, Ibaraki, Japonia) este un luptător ce a reprezentat Japonia, medaliat olimpic. A participat la o ediție a Jocurilor Olimpice (2016) în care a câștigat o medalie de argint.